# CV-33
La CV-33 és una autovia pertanyent a la Xarxa de carreteres del País Valencià. Enllaça la CV-36 a l'altura de Torrent amb la pista de Silla, actual V-31.
La carretera CV-33 (Distribuïdor Comarcal Sud) pertany a la Xarxa de carreteres del País Valencià, comunica Torrent amb la pista de Silla V-31.
Anteriorment no existia com a tal, és de nova construcció.
La CV-33 és un vial que recull el trànsit de l'àrea metropolitana de València, tant de localitats de gran població com d'un bon nombre de polígons industrials. El seu itinerari comença a la CV-36 i uneix importants nuclis de població com Torrent, Aldaia, Alaquàs amb Catarroja i Albal. Posant fi al seu itinerari enllaçant amb la V-31 o més coneguda com a pista de Silla.